# Nichola Mallon
Nichola Mallon (Belfast, 23 agosto 1979) è una politica britannica, dal gennaio 2020 Ministro per le Infrastrutture.

## Biografia
Nichola Mallon nacque a Belfast nel 1979. Suo padre era un tipografo e sua madre una cuoca. È cresciuta nel distretto di Ardoyne a North Belfast, frequentando la Mercy Primary School, seguita dalla St Dominic's Grammar School for Girls. Ha studiato economia politica presso il Trinity College di Dublino, laureandosi con il massimo dei voti. In seguito ha conseguito un Master in conflitto etnico comparato presso la Queen's University Belfast.

## Attività politica
Discendente da una famiglia da sempre coinvolta nel movimento sindacale, a scuola è stata sempre interessata alla politiche del centro sinistra, nelle file del partito laburista. Nel 2010 venne eletta nel Consiglio municipale di Belfast per sostituire Alban Maginness nell'area elettorale distrettuale dell'Oldpark. Nel 2013 fu nominata consigliere speciale del ministro dell'ambiente Mark H. Durkan, dimettendosi quando venne eletta Lord Mayor di Belfast nel 2014, servendo per tutto il 2015. Fu la prima donna irlandese nazionalista a coprire la carica.
Nel 2016 venne eletta membro dell'Assemblea dell'Irlanda del Nord per Belfast North, e rieletta nel 2017, con 5 431 voti. Nello stesso anno è stata eletta Vice Direttrice del SDLP.
L'11 gennaio 2020 è stata nominata Ministro per le Infrastrutture.

## Vita privata
È sposata con Brendan Scott e ha due figli.